# Neohipparchus flaminiaria
Neohipparchus flaminiaria är en fjärilsart som beskrevs av Charles Oberthür 1916. Neohipparchus flaminiaria ingår i släktet Neohipparchus och familjen mätare. Inga underarter finns listade i Catalogue of Life.